# Menhir de Toul-an-Lann
Le menhir de Toul-an-Lann, appelé aussi menhir de Saint-Jean-Brezehan,  est situé à Trédrez-Locquémeau dans le département français des Côtes-d'Armor.

## Description
Le menhir mesure 4,30 m dans sa plus grande hauteur (face est) et 1,40 m dans sa plus grande largeur (face ouest) à la base. Le menhir est en granite. 